# Morten McCoy
Morten McCoy er en dansk pianist, sangskriver og producer fra København, Danmark. Han er særligt kendt for at være den ene halvdel af jazz-duoen Bremer/McCoy.
Han spiller desuden med i ska-bandet Babylove & The Van Dangos, reggae-orkestrene Guiding Star Orchestra og Livity Allstars, og dub-gruppen I Am An Instrument.
Morten McCoy kuraterer også musikken på Raske Plader-underselskabet Livity Music.

## Privatliv
Morten McCoy er bror til Jens Ole McCoy, der er den ene halvdel af rap-gruppen Ukendt Kunstner.